# Bród vára
Bród vára (horvátul: Tvrđava Brod) erődítmény Horvátországban, Bród városának területén. Ez a barokk erődítménykomplexum a legnagyobb ilyen jellegű épület Horvátországban és az egyik legnagyobb Európában. Az erődítmény teljes személyzete 4000 katona volt. A víz- és élelmiszerkészletek harminc napos ostrom kivédését is lehetővé tették. A tűzerőt a falakon és a bástyákon 150 ágyú biztosította. A vár négyszögletes belső terében három laktanya, a Szent Anna-kápolna és egy nemesi rezidencia volt. Az erődöt, az Osztrák Császárság déli határainak védelmére építették fel, és egészen 1994. márciusáig katonai célokra használták, amikor véglegesen Bród városának tulajdona lett.

## Fekvése
Bród városának központi részén, a Száva bal partján áll. A vár stratégiailag fontos és forgalmas helyen áll. Felügyelte a Száva és Bosznia közötti egyik legfontosabb átkelőhelyet és a fő kereskedelmi útvonalakat.

## Története
A Száva-folyó északi partjára támaszkodó négyszögletes erőd első építési fázisa 1715-ben zajlott Savoyai Jenő herceg közvetlen utasítására Willer és Peretta hadmérnökök tervei alapján, az Oszmán Birodalommal 1716 és 1717 között vívott háború előkészítéseként. Az erőd szokatlanul nagy kiterjesztését Willer az erődítendő Bród város méretére alapozta, amelyre az új erőd közvetlenül támaszkodott. Építésének második szakasza az 1726-tól 1731-ig terjedő időszakra terjed, ennek tervezője Nicolaus Doxat de Demoret, a svájci eredetű Menno van Coehorn holland iskola tehetséges tanítványa volt, aki számos határmenti erődítményt tervezett. Doxat egy váltakozó vonalakból és kontragardokból álló külső gyűrű hozzáadásával az erődítményt a 18. századi várépítészet korszerű megoldásaival csillagerőddé alakította. Mária Terézia császárnő uralkodásának kezdetén 1743-ban az erőd középpontjában felépítették a Szent Anna vártemplomot. A vár építésének harmadik szakasza 1766 és 1784 között zajlott. Ekkor épült a hatalmas kavalier, valamint a központi térség köré épített kétemeletes, három szárnyú laktanyaépület. Az erőd nemcsak a 18. hanem a 19. században döntően befolyásolta Bród városának fejlődését, egészen Bosznia és Hercegovina 1879-es megszállásáig, korlátozva a város fejlődését azáltal, hogy betiltották a téglaházak építését a városban. Stratégiai jelentőségének megszűnésével már a 19. század végén megkezdődött az erőd lebontása, mely különösen a 20. század elején gyorsult fel. Több elhagyatott épület egyszerűn összedőlt. 1991-ig a vár területe egy kisebb műszaki egység laktanyájaként szolgált. 1995-ben a várat átadták Bród városának, akik azóta a kibővített városközpont részeként felújították.

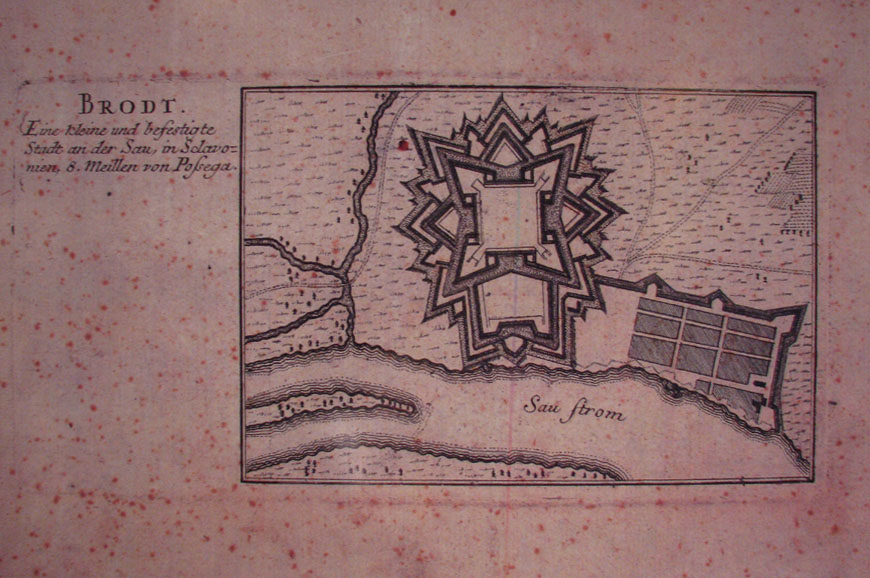
Bród várának tervrajza a 18. századból

## A vár mai állapota
Amikor a város az erődöt megkapta 1995-ben egy projektet terveztek és indítottak el a korábbi erődítmény eddig súlyosan elhanyagolt és nagyrészt lebontott területének helyreállítására. A projekt sajátossága volt, hogy nem volt célja az erőd teljes rekonstrukciója. A cél elsősorban vár lenyűgöző építészeti formáinak helyreállítása, de egy teljesen új és gondosan megtervezett 21. századi tartalommal, a teljes megőrzés és ökológiai szempontok megközelítésével. 
A vár déli részét a hornwerk nevű védművekkel erősítették meg. A hornwerk fő feladata az volt, hogy az ágyúk tüzével akadályozzák a Száva folyón átkelő törököt. A 18. század végére a déli védelmi övezetben számos építkezést végeztek, így felépítették a várparancsnokság épületét, amelyben ma a bródi zeneiskola található, a tisztipavilont, amelyben amely ma a városi önkormányzat központja van, az erőd káplánjának háza, a parancsnokság konyhája, a kocsisok szállása és az istállók, míg a fennmaradó szabad területeket gyümölcsösök, kertek és parkok teszik ki.
Az erőd belső belső része téglalap alakú, négy védőfallal összekötött bástyából áll. A kívülről fallal körülvett ötszögletű döngölt földbástyákat az ellenségekkel szembeni végső ellenállásra szervezték és felhasználták az erőd előtti terület megfigyelésére, a külső falak és a szomszédos bástya védelmére. A 46 centiméter magasságú ágyúplatókon kívül minden bástyán védelmi célokra legfeljebb 4 őrállást helyeztek el. A bástyákat összekötő függönyfalak tégla építésűek voltak. A függönyfal belső részében a katonák és lőszerek elhelyezésére szolgáló helyiségek, valamint a vár működéséhez szükséges műhelyek találhatók átjárókkal. Manapság a nyugati függönyfal rekonstruált kovácshelyiségében a vár látogatói találkozhatnak a vár kovácsával.
A középső részen található a kavalier, egy hatalmas téglafalú kétszintes patkó formájú épület. A kavalier belső részében 108 nagy méretű, azonos méretű helyiség volt, a kazamaták, amelyeket a hadsereg logisztikai céljaira használtak, nevezetesen a katonák elszállásolására, műhelyek, pékség, raktárak, kórház és gyógyszertár céljára. Ma a kavalier délnyugati részének felújított részén, 1800 négyzetméter területen található az egyedülálló Ružić Galéria, a 20. század második felének horvát modern művészetének első állandó kiállításával. A galériában több mint 400 alkotás található a Bródban született horvát szobrász és festő, Branko Ružić (1919 - 1997) valamint kortársai és barátai gyűjteményéből. Az erőd közepén áll a barokk Szent Anna templom, déli oldalán két épülettel, a felújított szlavón laktanyával. A szervezett turisztikai csoportoknak, lehetősége van részt venni a várudvaron rendezett "élő történelem" programokon, amelyeken a 18. század második felétől a 12. szláv huszár ezred huszárainak egyenruháiba öltözött személyek tartanak bemutatót.
A külső védelmi zóna ravelinekből, háromszög alakú bástyákból állt, amelyek megóvták a főbb falakat és akadályozták az ellenség bejutását az erődbe. Minden ravelin döngölt földből és téglafalból készül, felül mellvéd található. A nyugati és a keleti ravelin falain belül egy ötszögletű erődítés található, melyet ideiglenes lőpor- és fegyveraktárként használtak.